# 若年移民に対する国外強制退去の延期措置
若年移民に対する国外強制退去の延期措置（じゃくねんいみんにたいするこくがいきょうせいたいきょのえんきそち、英: Deferred Action for Childhood Arrivals、DACA）は、2012年6月にアメリカ合衆国大統領バラク・オバマにより導入されたアメリカ合衆国の移民政策であり、若年時にアメリカ合衆国に入国した不法移民（ドリーマー）に対して、強制国外退去処分を2年間（更新付）で延期し、就労許可を与えるものである。
延期措置を得るためには、2007年6月以前に、16歳の誕生日を迎える前にアメリカ合衆国に入国し、現在就学中であり、高校の卒業資格をもつか軍隊から名誉除隊しており、2012年6月15日現在で31歳以下、重罪、深刻な軽犯罪、その他3件以上の軽犯罪による有罪判決を受けておらず、国家安全保障に脅威を与える虞がない、ことが条件となる。この措置は不法移民に法的地位を与えるものでも、市民権への道を保証するものでもない。また、連邦政府による福祉・教育支援を受ける権利を与えるものでもない。
2017年1月に就任したドナルド・トランプ大統領は同年9月にDACAを撤廃した。その後裁判が起こされ2020年6月18日、連邦最高裁判所はDACA撤廃を「専断的で根拠を欠く」行為と認定しドリーマー救済廃止案は棄却された。これを受け7月に、チャド・ウルフ国土安全保障長官代行は、DACAへの新規申請を認めず、滞在資格の更新期間を2年から1年に短縮する新規則を発表した。11月、ニューヨーク連邦地裁は、ウルフはこの制限規則を発令した際、長官代行としての役職に合法的に就いていなかったとして、これらの規則は無効であるとの判断を下した。

## 資格要件
- 16歳の誕生日よりも前にアメリカ合衆国に入国している
- 2007年6月15日より継続してアメリカ合衆国に住んでいる
- 2012年6月時点で31歳以下（1981年6月16日以降生まれ）
- 2012年6月15日時点、米国市民権・移民業務局（英語版）（USCIS）による延期措置を希望する時点で、アメリカ合衆国に物理的に滞在している
- 2012年6月15日時点で、合法的滞在資格を持っていない
- 高校を卒業もしくはGEDを取得している、軍隊から名誉除隊している、もしくは学校に入学している
- 重罪もしくは深刻な軽犯罪、もしくはその他3件以上の軽犯罪による有罪判決を受けておらず、国家安全保障や治安を脅かさない